# 亀山宏大
亀山 宏大（かめやま こうだい、1993年3月24日 - ）は、日本の元ラグビー選手。

## プロフィール
- 千葉県出身[1]。
- 現役時代のポジションはスタンドオフ(SO)。
- 身長 174cm、体重 82kg
- ニックネームはかめ。
- 弟の雄大もラグビー選手[2]。

## 略歴
ラグビーを始めたきっかけは父の勧めから
佐倉高校、筑波大学を経て、2016年、NECグリーンロケッツ（現・NECグリーンロケッツ東葛）に加入。
2017年8月19日に行われたジャパンラグビートップリーグ第1節の東芝ブレイブルーパス戦にて途中出場で公式戦初出場を果たす。
2022年、現役を引退した。